# Gabriel, le berger
Gabriel, le berger est une série télévisée jeunesse québécoise en treize épisodes de 25 minutes en noir et blanc diffusée du 25 juin au 17 septembre 1956 à la Télévision de Radio-Canada.

## Synopsis
Les pérégrinations d'un petit citadin qui passe ses vacances dans l'Ouest canadien.

## Fiche technique
- Scénarisation : Andrée Feuiliêre
- Réalisation : Pierre Lebeuf
- Société de production : Société Radio-Canada

## Distribution
- Jacques Despatie : Jérôme
- Lionel Villeneuve : Gabriel
- Pierre Boucher
- Jean Brousseau
- Paul Guèvremont
- François Lavigne
- Louise Marleau
- Béatrice Picard